# NGC 7370
NGC 7370 (również PGC 69662) – galaktyka spiralna (S), znajdująca się w gwiazdozbiorze Pegaza. Odkrył ją Albert Marth 7 sierpnia 1864 roku.